# Золота доба римської літератури

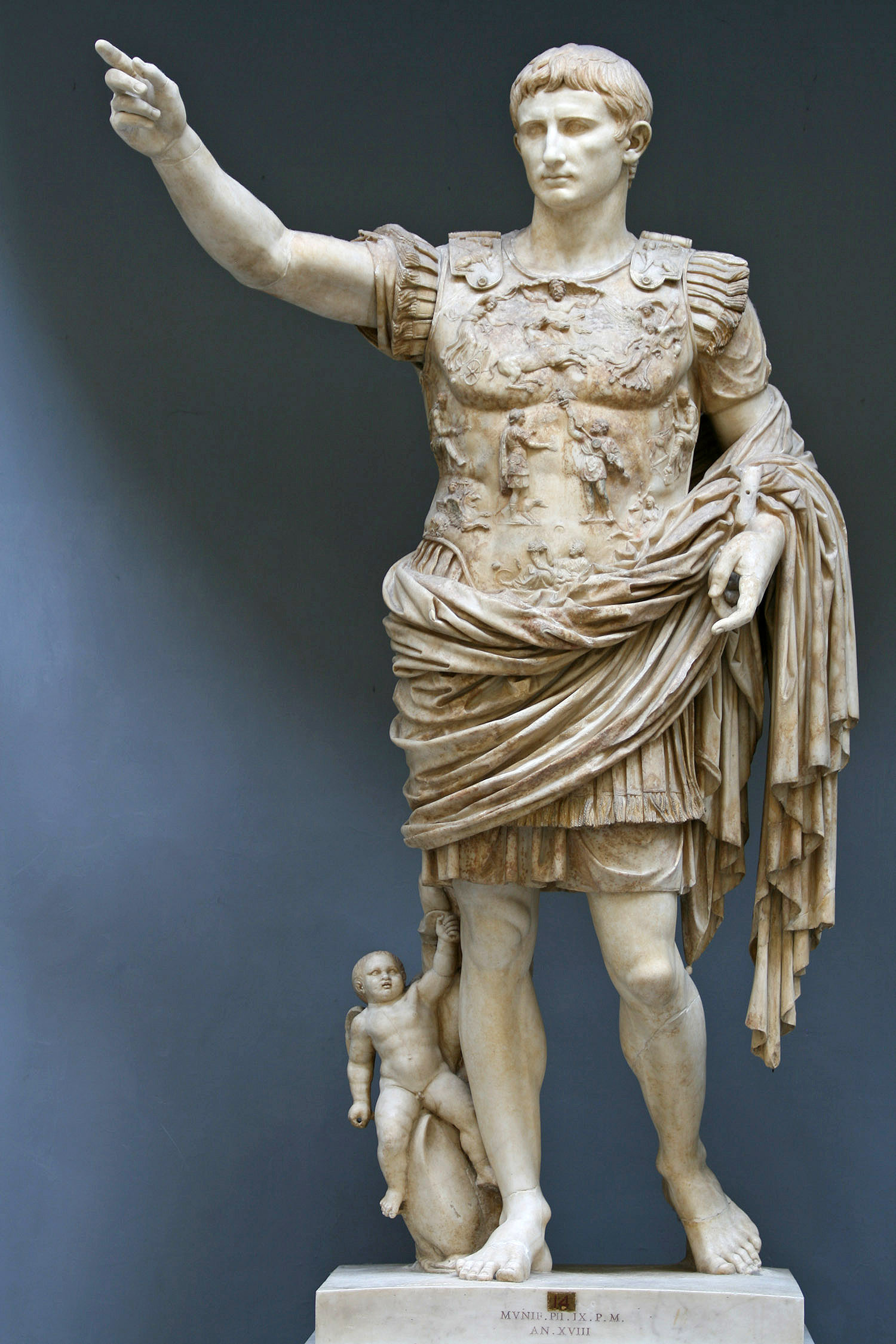
Золоту добу римської літератури часто називають Золотою добою Октавіана Августа через вагомий внесок першого імператора у розвиток культури.

Золота доба римської літератури або її класичний період — етап у розвитку латиномовної літератури, котрий розпочався зі смерті Луція Корнелія Сулли або з початком літературної діяльності Цицерона у 78 році до н. е. і закінчився умовно смертю Октавіана Августа у 18 році н. е.
Вважається епохою максимального розвитку літератури Римської держави, періодом, коли були утворені літературні течії неотериків (poaeta nova), а то й узагалі — найвищим розвитком лірики; саме тоді виділилися такі імена, як Горацій, Катул, Катон, Салюстій тощо. Багатство тематики було переосмислене із грецької поезії, що вже занепадала, у той час як римська неотерика набирала дедалі більшого розголосу. В цей же час діє і Вергілій, стиль і художні здібності якого і до нашого часу залишаються зразковими.
Класична латинь — це форма літературної латині, визнана літературним стандартом письменниками пізньої Римської республіки та ранньої Римської імперії. Його використовували з 75 р. до н. е. до 3 ст. н. е., коли він розвинувся в пізню латинь. У деякі пізніші періоди її вважали хорошою або правильною латиною, а наступні версії вважали приниженими, виродженими або зіпсованими. Слово Latin тепер розуміється як "класична латинь"; наприклад, сучасні підручники з латини майже виключно викладають класичну латину.
Латинською розмовляли і писали. Це була мова, якою навчали в школах. Тому до нього застосовувалися наказові правила, а коли брали до уваги спеціальні предмети, такі як поезія чи риторика, застосовувалися додаткові правила. Оскільки розмовна Latinitas вимерла (на користь наступних реєстрів), правила politus (шліфованих) текстів можуть створювати вигляд штучної мови. Однак Латинська була формою sermo (розмовної мови) і, як така, зберігає спонтанність. Жоден текст класичних латинських авторів не відзначений типом жорсткості, про який свідчить стилізоване мистецтво, за винятком повторюваних скорочень і стандартних фраз, знайдених на написах.
У 395 р. Римська імперія розділилася на дві частини — західну та східну. Уражена внутрішньою нестабільністю та атакована різними мігруючими народами, західна частина імперії, що включала Іспанію, Галлію, Британію та Італію, розпалася на незалежні королівства у V столітті. Східна частина імперії, яка мала за столицю Константинополь і включала Грецію, Анатолію, Сирію та Єгипет, вижила в цій кризі і, незважаючи на втрату Сирії та Єгипту, завойованих арабами, відновилася та проіснувала ще тисячу років, але врешті-решт її залишки анексувала турецька Османська імперія. Цю східну, християнську, середньовічну стадію існування Римської імперії історики зазвичай називають Візантійською імперією.
Певний вплив на становлення давньоримської цивілізації мала культура етрусків і давніх греків. В етрусків римляни запозичили більшість букв свого алфавіту, деякі прийоми будівництва, ряд обрядів (наприклад, гладіаторські бої). Символ Риму — бронзова статуя вовчиці — виконана етруським майстром. Етруською була і остання з царських династій. Грецький вплив на римську культуру був значним, вивчалася грецька філософія, література, знання грецької мови стає обов'язковим для грамотної людини, копіюються грецькі скульптури. Давньоримську цивілізацію разом із Давньою Грецією, як правило, об'єднують у поняття «класичної античності».

## Історичний контекст та літературні впливи
У сенаті політична боротьба між двома різко протилежними фракціями — оптиматами і популярами, лідерами яких були, відповідно, Луцій Корнелій Сулла і т. з. Homo novus Гай Марій, дедалі більше загострювалася.
Не маючи жодних підстав для гармонії та домовленості між собою, ці дві фракції розпочинають Громадянську війну 83—82 років до н. е. Допоки Гай Марій Старший ще був живим, війни не було через утримання ним посади консула, а після його смерті, можливо, лише один Квінт Серторій із маріанців міг щось протиставити Суллі, котрий щойно повернувся із переможної війни на Сході.
У 82 році до н. е. Сулла розбив маріанців у битві при Колинських воротах, а згодом остаточно переміг маріанців у громадянській війні. Щоб закріпити свою перевагу Сулла змушує сенат надати йому довічну посаду диктатора і починає активне переслідування послідовників Гая Марія.
До самої смерті Сулли єдина його опозиція, яка веде із ним боротьбу, це Квінт Серторій, що закріпився в Іспанії. Після 78 року до н.е. політична ситуація в Римській республіці характеризується постійною нестабільністю, що підігрівається конфліктом між фракціями популярів та оптиматів. Завдяки диктатурі Сулли було закріплено перевагу аристократії, згодом відбудеться ще й повстання рабів під проводом Спартака 73—71 років до н. е. Усі ці події згодом зіграли свою роль у формуванні нової латиномовної літератури доби Цезаря і Октавіана Августа.

## Мова
Активний розвиток латинської літератури розпочався у першому столітті до нашої ери у зв'язку із розширенням сфери поширення римського громадянства на весь Апеннінський півострів, соціальними змінами, що виникли в Римі, та турботою про чистоту мови. Навіть під тиском грецької лінгвістичної спекуляції тривав процес по упорядкуванню мови. В ті часи процвітали такі письменники як Цицерон, котрий був оратором та філософом та займався політикою (консул 63 року — рік змови Катиліни) чи як Катулл і неотерики, які провели революцію в поетичній мові. Письмо не було відомо навіть таким лідерам як Цезар, проте його лаконічним стилем захоплюються, цей стиль помітний в двох роботах: «Записи про Галльську війну» і «Записи про громадянські війни».
Тепер латинська література визріла для того, щоб кинути виклик грекам, які тоді вважалися майстрами. В наступному поколінні процвітали величні поети Риму. Горацій, який був видатним в сатирі і ліриці, конкурував з Піндаром і Алкеєм. Вергілій, який відзначився в жанрі буколічної і дидактичної поезії, в епосі, конкурував з Феокритом, Гесіодом і навіть Гомером. Уславленими були внески у розвиток латинської літератури поета Овідія, якого вважають елегійним майстром та історика Тита Лівія.
Класичний період латинської мови добре відомий: латинь, на відміну від ідіом наступників, є принципово новим родом мови SOV (суб'єкт-об'єкт-дієслово) з п'ятьма відмінками і чотирма дієвідмінками. Відмінювання імен має шість випадків, три прямих (називний, знахідний, кличний) і три непрямих ( родовий, давальний, орудний відмінки). В порівнянні з індоєвропейськими мовами, латинь втратила місцевий відмінок (який вживається в деяких формулах, але він поглинається, зазвичай, родовим, а в деяких випадках аблативом) і орудний (повністю втрачений, став аблативом). Навіть словесний спосіб ottativo був втрачений і так само в середньому діатезі (частково зберігся в цих підрядкових дієсловах), і у двійні (з яких є тільки мінімальні сліди). Крім того, в латинській концепції «г» не має значення «ц», аорист має доконаний вид, і індоєвропейські мовні тенденції злилися згодом в одне ціле, назване латинською граматикою Perfectum. Замість цього він зберіг свою оригінальну систему з трьох родів: чоловічого, жіночого і середнього.
Латинь використовувала орфографію, яка була взята з грецького алфавіту, що був пристосований в місті Куми (Кампанія), який своєю чергою був взятий з фінікійського алфавіту. Деякі риси були взяті з етруського алфавіту (наприклад, першопочатковий недолік у латинському алфавіті проявлявся в відмінності між глухими і звучними, вони проявляються обидва з тим самим знаком «С», як можна побачити нижче, ця відмінність присутня в грецькому алфавіті, проте відсутня в етруському. Першопочатково букви мали одну форму, яка відповідає нашій великій букві, малі букви були введені пізніше.

## "Цезарський період"
Смерть Сули — подія, яка, схоже, закриває історичну епоху, щоб відкрити нову епоху, спочатку вона характеризувалася бажанням оптиматів прийти до влади, яка викликала численні реакції по цілій території Риму.
Період між 78 роком до н. е. і 43 роком до н. е. був охарактеризований напруженим становищем в суспільстві, в цей період відзначилися такі фігури, як Серторій, Спартак, Мітрідат, Лукулл, Катиліна, Цицерон, Помпей, Красс і Цезар, великий полководець, який об’єднав військо і простий народ.
Це була епоха, в якій появилися нові великі люди, завдяки громадянській війни чи літературі, з’явилися великі моделі літератури і грецького мистецтва, вони були перероблені таким чином, щоб бути пристосованими до чуттєвості та духовності того часу. Контраст між старим і новим був помічений також в творах тогочасних авторів.
Марк Теренцій Варрон названий Реатинським (116 до н. е. — 27 до н. е.), Франческо Петрарка називав його третім римським світлом та Марк Фабій Квінтиліан (найбільш освічена людина серед римлян), найбільше представляли традиційну римську цивілізацію, основану на виразі Mos maiorum, що в перекладі означає «традиції предків». Це був автор, що аналізував соціум і своїх сучасників, він жив в епоху бурхливих політичних подій і морального занепаду, це найбільше показано в його працях: 150 книг Маніппових сатир. Варрон був дуже продуктивним автором, в його роботах (близько 74620 книг) зібрані історичні твори, твори літературної та лінгвістичної історії, дидактичні твори, художні твори. Тим не менш до нас дійшли тільки декілька книг про Латинську мову і три книги De Re Rustica. 
Марк Туллій Цицерон (106—43 рр. до н. е.) автор, в честь якого було названо цей період, він був одним з найрозумніших і найбагатших особистостей римського світу, правитель культури, думка і мистецтво славної епохи. Він продемонстрував захист політичної та культурної традиції попередніх років, модернізуючи теорії з різних областей елліністичної цивілізації новими численними способами. Названий його сучасниками королем суду, а Квінтіліаном поставлений в приклад для тих, хто хоче навчитися ораторства. Цицерон завдяки своїй чудовій літературній продуктивності (нарівні з Вароном — найбільш плодовиті римські автори), завдяки своїм здібностям красномовства, завдяки риторичним проявам, завдяки його ідеалам гуманності (заснованим на ідеї культури, пов'язаної з найсправжнішими людськими цінностями і на людській гідності) зробив неоціненний внесок в історію латинської мови, який важко забути, і він постав перед людьми будь-якого часу особистістю з критичним способом мислення.

### Основні діячі цього періоду
- Марк Терентій Варрон (116-27 до н. е.) римський філолог;

- Тіт Помпоній Аттік (112/109 — 35/32 р. до н. е.), редактор і кореспондент Цицерона;
- Марк Туллій Цицерон (106—43 до н. е.), оратор, філософ, кореспондент, саме його постать дозволяє нам відміряти початок золотої епохи літератури Риму;
- Сервій Сульпіцій Руф (106—43 до н. е.), юрист і поет;
- Децим Лаберій (105—43 до н. е.), автор мімів;
- Марк Фурій Бібакул (перше століття до н. е.), письменник;
- Гай Юлій Цезар (103—44 до н. е.), історик;
- Гай Оппіой (перше століття до н. е.), секретар Юлія Цезаря, можливий автор деяких його праць;
- Гай Матій (перше століття до н. е.), кореспондент Цицерона;
- Корнелій Непот (100—24 до н. е.), біограф;
- Публій Сір (перше століття до н. е.), автор мімів;
- Квінт Корніфіцій (перше століття до н. е.), був ритором і письменником;
- Лукрецій Кар (94—50 до н. е.), поет і філософ;
- Публій Нігідій Фігул (98—45 до н. е.), філософ;
- Авл Гірцій (90—43 до н. е.), військовий історик;
- Гай Гельвій Цінна (перше століття до н. е.), поет;
- Марк Целій Руф (87—48 до н. е.), оратор і кореспондент Цицерона;
- Саллюстій (86—34 до н. е.), історик;
- Катон Молодший (95—46 до н. е.), оратор;
- Публій Валерій Катон (перше століття до н. е.), поет і граматик;
- Гай Валерій Катулл (84—54 до н. е.), поет;
- Гай Ліциній Макр Кальв (82—47 до н. е.), оратор і поет.

## Період Августа
Окрім політичних звитяг, Октавіан паралельно розвиває всі області нової культури, сенс якої полягав у об’єднанні традиційних елементів унових підходящих для того часу формах. Літературна переробка міфу про походження Риму, ознака нової золотої доби, знайшла віддзеркалення у творчості Вергілія, Горація, Лівія, Овідія і Проперція, всередині гуртка літераторів, зібраного навколо меценатів.
Ера Августа вважається одним з найважливіших і найпроцвітаючих періодів в світовій історії літератури, вона народила багатьох геніїв літератури, які у своїх творах підтримували політику Августа і натомість, відповідно, отримували підтримку з боку влади. Крім того, політика на користь першості Риму в провінціях, переоцінки давніх традицій нарівні з такими питаннями, як святість сім'ї, костюми, миротворчі місії, насадження культури і традицій римлян по відношенню до завойованих народів — усі ці питання були також важливими для письменників того часу. 
Сам Август був людиною з деякими навичками до написання художніх творів: він писав прозу і вірші, від трагічних епіграм до історичних праць. Від нього залишилася коротка автобіографія «Діяння божественного Августа», яка підкреслює його відмову від традиційних засад державного устрою республіки, також в цьому творі спеціально возвеличується постать Тиберія, щоб потім передати йому владу.

### Основні діячі цього періоду
- Горацій (65-8 до н. е.), поет лірики і сатири;
- Сест Проперцій (50-15 до н. е.), поет;
- Альбій Тібул (54-19 до н. е.), елегійний поет;
- Тіт Лівій (64 р. до н. е. — 12 н. е.), історик;
- Публій Овідій Назон (Овідій) (43 р. до н. е. — 18 р. н. е.), поет;
- Граттій Фаліск (I ст. до н. е. — І ст. н. е.), поет;
- Марк Манілій (перше століття нашої ери), астролог і поет;
- Гай Юлій Ігін (64 р. до н. е. — 17 н. е.), бібліотекар, поет;
- Марк Веррій Флакк (55 р. до н. е. — 20 н. е.), граматик, філософ;
- Вітрувій (80-70 до н. е. — після 15 р. до н. е.), інженер і архітектор;
- Марк Антистій Лабеон (помер 10 або 11 р. н. е.), юрист і філолог;
- Луцій Цестій Пій (перше століття нашої ери), латинський педагог;
- Помпей Трог (перше століття до н. е.), історик;
- Марк Порцій Латрон (перше століття до н. е.), ритор;
- Гай Валгій Руф (консул 12 р. до н. е.), поет.